# Liga de baloncesto de Corea 2020-21
La Liga de baloncesto de Corea 2020-21, también conocida coma KBL 2021-21, es la edición número 23 de la Liga de baloncesto de Corea, la primera división del baloncesto profesional de Corea del Sur. La temporada regular comenzó el 9 de octubre de 2020.

## Equipos
| Equipo                        | Ciudad   |
| ----------------------------- | -------- |
| Anyang KGC                    | Anyang   |
| Busan KT Sonicboom            | Busan    |
| Changwon LG Sakers            | Changwon |
| Goyang Orion Orions           | Goyang   |
| Incheon Electroland Elephants | Incheon  |
| Jeonju KCC Egis               | Jeonju   |
| Seoul Samsung Thunders        | Seúl     |
| Seoul SK Knights              | Seúl     |
| Ulsan Hyundai Mobis Phoebus   | Ulsan    |
| Wonju DB Promy                | Wonju    |

## Clasificación
|                                                               | Equipo                        | J  | G  | P  | PF   | PC   | DP   |
| ------------------------------------------------------------- | ----------------------------- | -- | -- | -- | ---- | ---- | ---- |
| 1                                                             | Jeonju KCC Egis               | 54 | 36 | 18 | 4474 | 4179 | 295  |
| 2                                                             | Ulsan Hyundai Mobis Phoebus   | 54 | 32 | 22 | 4421 | 4323 | 98   |
| 3                                                             | Anyang KGC                    | 54 | 30 | 24 | 4425 | 4357 | 68   |
| 4                                                             | Goyang Orion Orions           | 54 | 28 | 26 | 4417 | 4258 | 159  |
| 5                                                             | Incheon Electroland Elephants | 54 | 27 | 27 | 4317 | 4263 | 54   |
| 6                                                             | Busan KT Sonicboom            | 54 | 26 | 28 | 4607 | 4642 | -35  |
| 7                                                             | Wonju DB Promy                | 54 | 24 | 30 | 4353 | 4428 | -75  |
| 8                                                             | Seoul SK Knights              | 54 | 24 | 30 | 4283 | 4426 | -143 |
| 9                                                             | Seoul Samsung Thunders        | 54 | 24 | 30 | 4268 | 4416 | -148 |
| 10                                                            | Changwon LG Sakers            | 54 | 19 | 35 | 4231 | 4504 | -273 |
| Fuente: Liga de baloncesto de Corea; actualización automática |                               |    |    |    |      |      |      |